# Max Steiner

Maximilian Raoul Steiner (Beč, 10. svibnja 1888. – Los Angeles, 28. prosinca 1971.) bio je austrijski skladatelj i dirigent koji je emigrirao u Ameriku i postao jedan od najvećih glazbenih skladatelja Hollywooda.
Steiner je bio čudo od djeteta i dirigirao je svoju prvu operetu kad mu je bilo dvanaest godina, a s petnaest je postao profesionalac s punim radnim vremenom, vješt u skladanju, aranžiranju i dirigiranju. Zbog prijetnje internacijom u Englesku tijekom Prvog svjetskog rata, pobjegao je na Broadway; a 1929. preselio se u Hollywood, gdje je postao jedan od prvih skladatelja koji je pisao glazbu za filmove. Često ga se naziva "ocem filmske glazbe", jer je Steiner odigrao veliku ulogu u počecima pisanja glazbe za filmove, zajedno sa skladateljima kao što su: Dimitri Tiomkin, Erich Wolfgang Korngold, Franz Waxman, Alfred Newman, Bernard Herrmann i Miklós Rózsa.
Steiner je skladao više od 300 filmskih pjesama za RKO Pictures i Warner Bros., te je bio nominiran za 24 Oscara, osvojivši tri za filmove: „Potkazivač” (1935.); „Na raskršću” (1942.); i „Otkako si otišao” (1944). Osim njegovih Oscarom nagrađenih pjesama, neka od Steinerovih popularnih djela uključuju i glazbu za filmove: „King Kong” (1933.), „Male žene” (1933.), „Jezebel” (1938.) i Casablanca (1942.), iako on nije skladao njihovu ljubavnu temu, "Kako vrijeme prolazi". Osim toga, Steiner je snimio glazbu za filmove "Tragači" (1956.) i Zameo ih vjetar (1939.), koji su zauzeli drugo mjesto na AFI-jevoj listi najbolje američke filmske glazbe.
Bio je i prvi dobitnik nagrade Zlatni globus za najbolju originalnu glazbu, koju je osvojio za glazbu za „Život s ocem”. Steiner je često surađivao s nekima od najpoznatijih filmskih redatelja u povijesti, kao što su: Michael Curtiz, John Ford i William Wyler, te je snimao mnoge filmove s Errolom Flynnom, Bette Davis, Humphreyjem Bogartom i Fredom Astaireom. Mnoge njegove filmske glazbe dostupne su kao zasebne zvučne snimke.